# Cuscute du thym
Cuscuta epithymum
Espèce
Classification phylogénétique
La Cuscute du thym, Cuscute à petites fleurs (Cuscuta epithymum), encore appelée petite cuscute est une plante herbacée de la famille des Convolvulaceae.

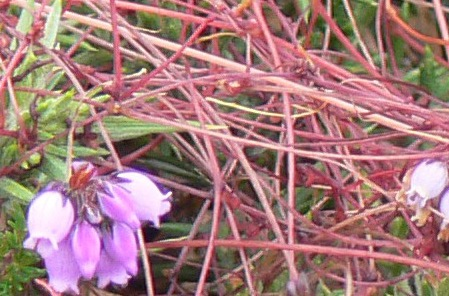
Cuscute à petites fleurs sur lande à bruyère et à ajoncs (Ulex gallii), au "Cap de la Chèvre", (Finistère, France), sur une zone de terre de bruyère fortement exposée au vent, au soleil (et embruns lors des tempêtes) - Le 22/07/2010.

Synonyme
- Lepimenes epithymum (L.) Raf.

## Description
C'est une plante qui ne produit pas de chlorophylle, parasite de nombreux arbustes des landes européennes (bruyères, ajoncs, myrtilles).
Les feuilles sont pratiquement inexistantes, les fleurs, groupées en glomérules aux nœuds, sont roses, parfumées, avec 5 pétales triangulaires, deux styles et des étamines saillantes.

Les tiges, rougeâtres et filamenteuses s'entortillent sur la plante hôte ou rampent ou passent d'une plante à l'autre.

## Habitat, répartition
Elle pousse en Europe, en Asie et dans le sud de l'Afrique, de préférence dans les régions côtières et montagneuses.
En France : plus fréquente sur les sols pauvres ou drainants, pauvres, secs en été et ensoleillés et rare ou absente dans la moitié sud de la France.

## Caractéristiques

### Organes reproducteurs
- Type d'inflorescence glomérules
- Répartition des sexes : hermaphrodite
- Type de pollinisation : entomogame, autogame
- Période de floraison juin à septembre

### Graine
- Type de fruit : capsule s'ouvrant transversalement.
- Mode de dissémination : barochore

### Habitat et répartition
- Habitat type : pelouses acidophiles médioeuropéennes, planitiaires-collinéennes
- Aire de répartition : eurasiatique méridional[3].

## Liste des sous-espèces et variétés
Selon Catalogue of Life (21 octobre 2015) :
- sous-espèce Cuscuta epithymum subsp. araratica
- sous-espèce Cuscuta epithymum subsp. corsicana
- sous-espèce Cuscuta epithymum subsp. epithymum
- sous-espèce Cuscuta epithymum subsp. kotschyi
- variété Cuscuta epithymum var. angustissima
- variété Cuscuta epithymum var. macranthera

Selon Tropicos (21 octobre 2015) (Attention liste brute contenant possiblement des synonymes) :
- sous-espèce Cuscuta epithymum subsp. approximata (Bab.) Rouy
- sous-espèce Cuscuta epithymum subsp. epithymum
- variété Cuscuta epithymum var. alba (J. Presl & C. Presl) Trab.
- variété Cuscuta epithymum var. angustissima (Engelm.) Yunck.
- variété Cuscuta epithymum var. epithymum
- variété Cuscuta epithymum var. kotschyi (Des Moul.) Engelm.
- variété Cuscuta epithymum var. macranthera (Heldr. & Sartoni) Engelm.
- variété Cuscuta epithymum var. obtusata Engelm.
- variété Cuscuta epithymum var. rubella (Engelm.) Trab.
- variété Cuscuta epithymum var. sagittanthera Engelm.
- variété Cuscuta epithymum var. scabrella (Engelm.) Yunck.
- variété Cuscuta epithymum var. vulgaris Engelm.

Selon World Checklist of Selected Plant Families (WCSP) (21 octobre 2015) :
- variété Cuscuta epithymum var. alba (J.Presl & C.Presl) Trab. (1907)
- variété Cuscuta epithymum var. angustissima (Engelm.) Yunck. (1932)
- sous-espèce Cuscuta epithymum subsp. epithymum
- sous-espèce Cuscuta epithymum subsp. kotschyi (Des Moul.) Arcang. (1882)
  - variété Cuscuta epithymum var. macranthera (Heldr. & Sart. ex Boiss.) Engelm. (1859)
  - variété Cuscuta epithymum var. rubella (Engelm.) Trab. (1907)
  - variété Cuscuta epithymum var. sagittanthera Engelm. (1859)
  - variété Cuscuta epithymum var. scabrella (Engelm.) Yunck. (1932)